# Polymera rogersiana
Polymera rogersiana là một loài ruồi trong họ Limoniidae. Chúng phân bố ở miền Tân bắc.